# Gong Luming
Gong Luming (宮魯鳴T, 宫鲁鸣S, Gōng LǔmíngP; Yantai, 29 agosto 1957) è un ex cestista e allenatore di pallacanestro cinese.

## Carriera
Con la Cina ha disputato i Giochi olimpici di Seul 1988 e due edizioni dei Campionati mondiali (1986, 1990).